# Terry Carr
Terry Gene Carr (* 19. Februar 1937 in Grants Pass, Oregon; † 7. April 1987) war ein US-amerikanischer Science-Fiction-Autor und -Herausgeber.

## Leben
Carr war ein begeisterter Herausgeber von Science-Fiction-Fan-Magazinen, die dazu beitrugen, ihn später als hauptberuflichen Herausgeber zu etablieren. Obwohl er bereits in den 1960er Jahren einige Werke schrieb und veröffentlichte, konzentrierte sich Carr auf die Herausgabe von Literatur. Er arbeitete zuerst für Ace Books, wo er die Serie Ace Science Fiction Specials entwickelte, in der später, unter anderem, Winterplanet (später Die linke Hand der Dunkelheit) von Ursula K. Le Guin und Rite of Passage von Alexei Panshin erschienen.
Nach Meinungsverschiedenheiten mit dem Leiter von Ace Books, Donald A. Wollheim, arbeitete Carr selbstständig. Er veröffentlichte unter anderem eine Anthologiereihe namens Universe, sowie eine beliebte Serie von Best of the Year-Anthologien, die von 1972 bis 1987 veröffentlicht wurden.
Seine Schriften und seine große Sammlung von Fan-Magazinen wurde in die Eaton Collection der Science-Fiction in der University of California, Riverside aufgenommen.
Carrs Witwe Carol Carr (1938–2021) war ebenfalls eine Science-Fiction-Autorin, die für ihre Bücher Some are born Cats (1973, zusammen mit ihrem Ehemann) und You Think You’ve Got Troubles (1969) bekannt ist.

## Auszeichnungen
- 1959 Hugo Award für das Fanzine FANAC, das er zusammen mit Ron Ellik herausgab
- 1972 Locus Award für Universe 1 als beste Anthologie
- 1972 Locus Award für World’s Best Science Fiction: 1971 als beste Anthologie
- 1973 Hugo Award als bester Fan-Autor
- 1973 Locus Award als bester Fan-Autor
- 1973 Locus Award für Best SF of the Year 1 als beste Anthologie
- 1974 Locus Award für Best SF of the Year 2 als beste Anthologie
- 1975 Locus Award für Universe 4 als beste Anthologie
- 1977 Locus Award für Best SF of the Year 5 als beste Anthologie
- 1979 Locus Award für Best SF of the Year 7 als beste Anthologie
- 1980 Locus Award für Universe 9 als beste Anthologie
- 1983 Locus Award für Best SF of the Year 11 als beste Anthologie
- 1983 Milford Award
- 1984 Locus Award für Best SF of the Year 12 als beste Anthologie
- 1985 Hugo Award in der Kategorie „Professional Editor“
- 1985 Science Fiction Chronicle Readers Poll für Ace SF Specials, Best SF of the Year als bester Herausgeber
- 1987 Hugo Award als bester Herausgeber

## Bibliografie

### Romane
- Warlord of Kor (1963)
- Invasion from 2500 (1964; mit Ted White)
  - Deutsch: Überfall aus der Zukunft. Übersetzt von Leni Sobez. Moewig (Terra Nova #107), 1970.
- Cirque (1977)
  - Deutsch: Cirque: Die Stadt einer fernen Zukunft. Heyne SF&F #3846, 1981, ISBN 3-453-30775-5.

### Sammlungen
- The Light at the End of the Universe (1976)
- Between Two Worlds (1986)
- The Portable Carl Brandon (1988)

### Kurzgeschichten
1962
- Who Sups With the Devil (in: The Magazine of Fantasy and Science Fiction, May 1962)
- Brown Robert (in: The Magazine of Fantasy and Science Fiction, July 1962)
  - Deutsch: Der braune Robert. In: Terry Carr: Die Superwaffe. Goldmanns Weltraum Taschenbücher #095, 1968.
- Stanley Toothbrush (in: The Magazine of Fantasy and Science Fiction, July 1962)
- Hop-Friend (in: The Magazine of Fantasy and Science Fiction, November 1962)
  - Deutsch: Mein Freund Hopser. In: Josh Pachter (Hrsg.): Top Science Fiction: Dritter Teil. Heyne SF&F #4654, 1990, ISBN 3-453-03918-1.

1963
- I, Executioner (in: If, March 1963; mit Ted White)
- The Old Man of the Mountains (in: The Magazine of Fantasy and Science Fiction, April 1963)

1964
- Touchstone (in: The Magazine of Fantasy and Science Fiction, May 1964)
  - Deutsch: Der Prüfstein. In: Josh Pachter (Hrsg.): Top Fantasy. Heyne SF&F #4353, 1987, ISBN 3-453-00433-7.

1966
- The Secret of the City (in: Startling Mystery Stories, Fall 1966; mit Ted White)

1967
- The Robots Are Here (in: If, May 1967)
- Sleeping Beauty (in: The Magazine of Fantasy and Science Fiction, May 1967)
- City of Yesterday (in: If, December 1967)

1968
- The Planet Slummers (in: Galaxy Magazine, February 1968; mit Alexei Panshin)
- The Dance of the Changer and the Three (1968, in: Joseph Elder (Hrsg.): The Farthest Reaches)
  - Deutsch: Der Tanz der Mutanten. In: Brian W. Aldiss, Poul Anderson und Harry Harrison (Hrsg.): Steigen Sie um auf Science Fiction. Kindler, 1972, ISBN 3-463-00510-7. Auch als: Der Tanz des Verwandelten und der Drei. In: Donald A. Wollheim und Terry Carr: Science-Fiction-Stories 54. Ullstein 2000 #103 (3187), 1975, ISBN 3-548-03187-0.

1969
- Star Dream (in: Galaxy Magazine, May 1969; mit Alexei Panshin)

1970
- The Balance (in: Amazing Science Fiction, May 1970)

1971
- In Man’s Image (in: Amazing Science Fiction, November 1971; auch: In His Image, 1973)

1972
- Ozymandias (1972, in: Harlan Ellison (Hrsg.): Again, Dangerous Visions)
- Thus I Refute (in: Fantastic, April 1972)

1973
- From Darkness to Darkness (1973, in: Roger Elwood (Hrsg.): Demon Kind)
- Changing of the Gods (1973, in: Robert Hoskins (Hrsg.): Infinity Five)
- Saving the World (1973, in: Roger Elwood und Virginia Kidd (Hrsg.): Saving Worlds)
- They Live on Levels (1973, in: Robert Silverberg (Hrsg.): New Dimensions 3)
- The Answer (1973, in: Roger Elwood (Hrsg.): Frontiers 1: Tomorrow’s Alternatives)
- Some Are Born Cats (1973, in: Roger Elwood (Hrsg.): Science Fiction Tales; mit Carol Carr)
- The Winds at Starmont (1973, in: Robert Silverberg (Hrsg.): No Mind of Man: Three Original Novellas of Science Fiction)

1974
- The Colors of Fear (1974, in: Robert Silverberg (Hrsg.): New Dimensions IV)
- Saving Grace (in: Fantastic, November 1974; mit Laurence M. Janifer)
- If God is God (1974, in: Vertex: The Magazine of Science Fiction, April 1973)
- Rejoice, Rejoice, We Have No Choice (1974, in: Roger Elwood (Hrsg.): Future Kin)

1975
- Castle in the Stars (1975, in: Roger Elwood (Hrsg.): Tomorrow: New Worlds of Science Fiction)

1978
- Virra (in: The Magazine of Fantasy and Science Fiction, October 1978)
  - Deutsch: Virra. In: Manfred Kluge (Hrsg.): Sterbliche Götter. Heyne SF&F #3718, 1980, ISBN 3-453-30621-X.

1981
- Horn O’ Plenty (1981, in: Judy-Lynn del Rey (Hrsg.): Stellar #7: Science Fiction Stories; mit Leanne Frahm)

1982
- Renascence (in: Rigel Science Fiction, #4 Spring 1982; mit Melisa Michaels)

1985
- Neuromancer (introduction) (1985, in: William Gibson (Hrsg.): Neuromancer)

1986
- The Chaser (1986, in: Terry Carr: Between Two Worlds)
- A Complete Mystery (1986, in: Terry Carr: Between Two Worlds)
- The Convention That Couldn’t Be Killed (1986, in: Terry Carr: Between Two Worlds)
- Night of the Living Oldpharts (1986, in: Terry Carr: Between Two Worlds)

1987
- You Got It (in: The Magazine of Fantasy & Science Fiction, May 1987)
  - Deutsch: Schon erfüllt. In: Ronald M. Hahn (Hrsg.): Volksrepublik Disneyland. Heyne SF&F #4525, 1988, ISBN 3-453-02788-4.

### Anthologien
- Science Fiction for People Who Hate Science Fiction (1966)
  - Deutsch: Die Superwaffe. Goldmanns Weltraum Taschenbücher #095, 1968.
- The Others (1969)
- On Our Way to the Future (1970)
  - Deutsch: Science-Fiction-Stories 62. Übersetzt von Dolf Strasser. Ullstein 2000 #119 (3265), 1976, ISBN 3-548-03265-6. / Science-Fiction-Stories 65. Ullstein 2000 #126 (3314), 1977, ISBN 3-548-03314-8.
- This Side of Infinity (1972)
- An Exaltation of Stars: Transcendental Adventures in Science Fiction (1973)
- Into the Unknown (1973)
- Fellowship of the Stars (1974)
- Worlds Near and Far (1974)
- Creatures from Beyond (1975)
- The Ides of Tomorrow: Original Science Fiction Tales of Horror (1976)
- Planets of Wonder: A Treasury of Space Opera (1976)
- The Infinite Arena (1977)
- To Follow a Star: Nine Science Fiction Stories About Christmas (1977)
- Classic Science Fiction: The First Golden Age (1978)
- Beyond Reality (1979)
- Dream’s Edge (1980)
- A Treasury of Modern Fantasy (1981; auch: Masters of Fantasy, 1992; mit Martin H. Greenberg)
  - Deutsch: Traumreich der Magie: Höhepunkte der modernen Fantasy. Heyne SF&F #4254, 1985, ISBN 3-453-31262-7.
- 100 Great Fantasy Short Short Stories (1984; mit Martin H. Greenberg und Isaac Asimov)
- The Science Fiction Hall of Fame, Volume IV (1986)

World’s Best SF (mit Donald A. Wollheim)
Deutsche Übersetzungen der Anthologien erschienen in der Anthologienserie der Science-Fiction-Stories der Taschenbuchreihe Ullstein 2000, wobei ein Originalband auf 2 oder 3 Bände der Übersetzung aufgeteilt wurde, wobei die Reihenfolge nicht der Reihenfolge der Originalbände entsprach.
- World’s Best Science Fiction: 1965 (auch: World’s Best Science Fiction: First Series)
  - Deutsch: Science-Fiction-Stories 55. Ullstein 2000 #105 (3195), 1975, ISBN 3-548-03195-1. / Science-Fiction-Stories 64. Ullstein 2000 #124 (3298), 1977, ISBN 3-548-03298-2.
- World’s Best Science Fiction: 1966 (auch: World’s Best Science Fiction: Second Series)
  - Deutsch: Science-Fiction-Stories 60. Übersetzt von Dolf Strasser. Ullstein 2000 #115 (3250), 1976, ISBN 3-548-03250-8. / Science-Fiction-Stories 61. Übersetzt von Dolf Strasser. Ullstein 2000 #118 (3260), 1976, ISBN 3-548-03260-5.
- World’s Best Science Fiction: 1967 (auch: World’s Best Science Fiction: Third Series)
  - Deutsch: Science-Fiction-Stories 27. Ullstein 2000 #49 (2976), 1973, ISBN 3-548-02976-0. / Science-Fiction-Stories 31. Ullstein 2000 #57 (3006), 1973, ISBN 3-548-03006-8.
- World’s Best Science Fiction: 1968 (auch: World’s Best Science Fiction: Fourth Series)
  - Deutsch: Science-Fiction-Stories 33. Übersetzt von Leni Sobez. Ullstein 2000 #61 (3021), 1974, ISBN 3-548-03021-1. / Science-Fiction-Stories 35. Ullstein 2000 #65 (3037), 1974, ISBN 3-548-03037-8. / Science-Fiction-Stories 39. Übersetzt von Leni Sobez. Ullstein 2000 #73 (3067), 1974, ISBN 3-548-13067-4.
- World’s Best Science Fiction: 1969
  - Deutsch: Science-Fiction-Stories 51. Übersetzt von Dolf Strasser. Ullstein 2000 #97 (3159), 1975, ISBN 3-548-03159-5. / Science-Fiction-Stories 54. Ullstein 2000 #103 (3187), 1975, ISBN 3-548-03187-0.
- World’s Best Science Fiction: 1970
  - Deutsch: Science-Fiction-Stories 32. Übersetzt von Leopold Voelker. Ullstein 2000 #59 (3012), 1974, ISBN 3-548-03012-2. / Science-Fiction-Stories 38. Ullstein 2000 #71 (3060), 1974, ISBN 3-548-03060-2.
- World’s Best Science Fiction: 1971
  - Deutsch: Science-Fiction-Stories 47. Übersetzt von Iannis Kumbulis. Ullstein 2000 #89 (3130), 1975, ISBN 3-548-03130-7. / Science-Fiction-Stories 48. Ullstein 2000 #91 (3139), 1975, ISBN 3-548-03139-0. / Science-Fiction-Stories 49. Ullstein 2000 #93 (3148), 1975.
- World’s Best Science Fiction (Sammelausgabe von 6 Anthologien; 1971)

New Worlds of Fantasy
- 1 New Worlds of Fantasy (1967; auch: Step Outside Your Mind, 1969)
  - Deutsch: Jenseits aller Träume. Übersetzt von Lore Straßl. Pabel (Terra Fantasy #74), 1980.
- 2 New Worlds of Fantasy #2 (1970)
- 3 New Worlds of Fantasy #3 (1971)
  - Deutsch: Die Werwölfin. Übersetzt von Lore Straßl. Pabel (Terra Fantasy #69), 1980.

Universe
- 1 Universe 1 (1971)
- 2 Universe 2 (1972)
  - Deutsch: Die Zeitfalle. Übersetzt von Walter Brumm. Pabel (Terra Taschenbuch #247), 1974.
- 3 Universe 3 (1973)
- 4 Universe 4 (1974)
- 5 Universe 5 (1974)
- 6 Universe 6 (1976)
- 7 Universe 7 (1977)
- 8 Universe 8 (1978)
- 9 Universe 9 (1979)
- 10 Universe 10 (1980)
- 11 Universe 11 (1981)
- 12 Universe 12 (1982)
- 13 Universe 13 (1983)
- 14 Universe 14 (1984)
- 15 Universe 15 (1985)
- 16 Universe 16 (1986)
- 17 Universe 17 (1987)
- The Best from Universe (1984)

Best SF of the Year
- The Best Science Fiction of the Year (1972)
  - Deutsch: Die Welt, die Dienstag war. König Taschenbücher #7, 1973, ISBN 3-8082-0025-1. / Die Königin der Dämonen. König Taschenbücher #29, 1973, ISBN 3-8082-0072-3.
- The Best Science Fiction of the Year #2 (1973)
- The Best Science Fiction of the Year #3 (1974)
- The Best Science Fiction of the Year #4 (1975)
- The Best Science Fiction of the Year #5 (1976)
- The Best Science Fiction of the Year #6 (1977)
- The Best Science Fiction of the Year #7 (1978)
- The Best Science Fiction of the Year #8 (1979)
- The Best Science Fiction of the Year #9 (1980)
- The Best Science Fiction of the Year #10 (1981)
  - Deutsch: Die schönsten Science Fiction Stories des Jahres: Band 1. Heyne SF&F #4021, 1983, ISBN 3-453-30928-6.
- The Best Science Fiction of the Year #11 (1982)
  - Deutsch: Die schönsten Science Fiction Stories des Jahres: Band 2. Heyne SF&F #4047, 1984, ISBN 3-453-30990-1.
- The Best Science Fiction of the Year #12 (1983)
  - Deutsch: Die schönsten Science Fiction Stories des Jahres: Band 3. Heyne SF&F #4165, 1985, ISBN 3-453-31123-X.
- The Best Science Fiction of the Year #13 (1984)
- Terry Carr’s Best Science Fiction of the Year #14 (1985)
- Terry Carr’s Best Science Fiction of the Year #15 (1986)
- Terry Carr’s Best Science Fiction and Fantasy of the Year #16 (1987)

Fantasy Annual
- 1 Year’s Finest Fantasy (1978)
- 2 The Year’s Finest Fantasy Volume 2 (1979)
- 3 Fantasy Annual III (1981)
- 4 Fantasy Annual IV (1981)
- 5 Fantasy Annual V (1982)

Best SF Novellas of the Year
- 1 The Best Science Fiction Novellas of the Year #1 (1979)
- 2 The Best Science Fiction Novellas of the Year #2 (1980)

### Sachliteratur
- Fandom Harvest (1986)
- The Incompleat Terry Carr, Volume One (1988)